# Список префектов административных округов города Москвы
Префекты административных округов Москвы являются должностными лицами, осуществляющими исполнительно-распорядительную, координирующую и контрольную деятельность. На данной странице приведены списки префектов каждого из 12 округов. Для каждого префекта указаны годы пребывания в должности.

## Восточный административный округ
1. Пантелеев Евгений Алексеевич (1991—1992 гг.)
2. Ульянов Борис Васильевич (1992—2003 гг.)
3. Евтихиев Николай Николаевич (с 2003 года по 29 сентября 2010 года)
4. и. о. Евтихиев Николай Николаевич (с 29 сентября 2010 года по 5 ноября 2010 года[1])
5. Ломакин Николай Викторович (с 5 ноября 2010 года по 12 апреля 2013 года[1])
6. Тимофеев Всеволод Александрович (с 12 апреля 2013 года по 2 ноября 2018 года)[2])
7. Алёшин Николай Владимирович (со 2 октября 2018 года)

## Западный административный округ
1. Брячихин Алексей Михеевич (июль 1991—январь 2000 гг.)
2. Кирюшин Владимир Васильевич (январь 2000—2003 гг.)
3. Алпатов Юрий Михайлович (с 2003 года по 29 сентября 2010 года)
4. и. о. Алпатов Юрий Михайлович (с 29 сентября 2010 года, формально указ подписан лишь 1 ноября[3])
5. Александров Алексей Олегович (с 26 ноября 2010 года)

## Зеленоградский административный округ
1. Ищук Алексей Алексеевич (1991—2000 гг.)
2. Смирнов Анатолий Николаевич (с 2000 года по 29 сентября 2010 года)
3. и. о. Смирнов Анатолий Николаевич (с 29 сентября 2010 года, формально указ подписан лишь 1 ноября[4] по 11 ноября 2010 года)
4. Смирнов Анатолий Николаевич (с 11 ноября 2010 года)[5]

## Северный административный округ
1. Дёмин Михаил Тимофеевич (1991—2000 гг.)
2. Бирюков Пётр Павлович (январь 2000—февраль 2002 гг.)
3. Объедков Владимир Иванович (февраль 2002—июль 2007 гг.)
4. Хардиков Юрий Анатольевич (с 30 июля 2007 года по 16 февраля 2009 года)
5. и. о. Измайлов Фазиль Марданович (с 16 февраля 2009 года[6] по 1 июля 2009 года)
6. Митволь Олег Львович (с 1 июля 2009 года[7] по 29 сентября 2010 года)
7. и. о. Митволь Олег Львович (с 29 сентября 2010 года по 5 октября 2010 года)
8. и. о. Полевой Игорь Григорьевич (с 5 октября 2010 года[8] по 26 октября 2010 года)
9. Силкин Владимир Николаевич (с 26 октября 2010 года[9] по 18 декабря 2012 года)
10. Базанчук Владислав Игоревич (18 декабря 2012 года — 2 октября 2018 года)[10])
11. Степанов Владимир Викторович (2 октября 2018 года — 12 ноября 2021 года)
12. Изутдинов, Гаджимурад Изамутдинович (с 12 ноября 2021 года)

## Северо-Восточный административный округ
1. Систер Владимир Григорьевич (сентябрь 1991—2000 гг.)
2. Рабер Ирина Яковлевна (с 2000 года по 29 сентября 2010 года, с 3 по 27 ноября 2010 года)
3. и. о. Рабер Ирина Яковлевна (с 29 сентября по 3 ноября 2010 года, формально указ подписан 1 ноября[11])
4. и. о. Колесников Игорь Николаевич (с 27 ноября 2010 года[12] по 8 января 2011 года[13])
5. Колесников Игорь Николаевич (с 8 января 2011 года[13] по 19 апреля 2011 года)
6. Виноградов Валерий Юрьевич (c 19 апреля 2011 года по 2 октября 2018 года)[14])
7. Беляев Алексей Александрович (со 2 октября 2018 года)

## Северо-Западный административный округ
1. Парфенов Валерий Витальевич (1991—1996 гг.)
2. Козлов Виктор Александрович (c 1996 года по 1 августа 2009 года)
3. и. о. Козлов Павел Леонидович (с 1 августа 2009 года[15] по 15 августа 2009 года)
4. и. о. Пименов Анатолий Николаевич (с 15 августа 2009 года[16] по 2 ноября 2009 года)
5. Васина Елена Михайловна (со 2 ноября 2009 года[17] по 29 сентября 2010 года)
6. и. о. Васина Елена Михайловна (с 29 сентября по 31 октября 2010 года)
7. Дамурчиев Виктор Назарович (c 31 октября 2010 года[18])
8. Говердовский Владимир Вячеславович (апрель 2012—2015)
9. Пашков Алексей Анатольевич (с 2015 года)

## Центральный административный округ
1. Музыкантский Александр Ильич (с 10 июля 1991 года по 21 января 2000 года[19])
2. Дегтев Геннадий Валентинович (с 24 января 2000 года по 22 декабря 2003 года[20])
3. Байдаков Сергей Львович (с 22 декабря 2003 года[20] по 16 октября 2008 года[21])
4. Александров Алексей Олегович (с 17 октября 2008 года[22] по 26 октября 2010 года[23])
5. Байдаков Сергей Львович (с 26 октября 2010 года[24][9] по 18 декабря 2012 года[25])
6. Фуер Виктор Семёнович (с 18 декабря 2012 года[25] по 22 ноября 2015 года[26])
7. и. о. Курочкин Владимир Ильич (с 23 ноября 2015 года[27] по 24 ноября 2015 года)
8. Говердовский Владимир Вячеславович (с 24 ноября 2015 года[28])

## Юго-Восточный административный округ
1. Зотов Владимир Борисович (с 1991 года по 29 сентября 2010 года)
2. и. о. Зотов Владимир Борисович (с 29 сентября 2010 года, формально указ подписан лишь 1 ноября[29] по 11 ноября 2010 года)
3. Зотов Владимир Борисович (с 11 ноября 2010 года[30] по 7 апреля 2015 года).
4. Цыбин Андрей Владимирович (с 7 апреля 2015 года[31])

## Юго-Западный административный округ
1. Притула Юрий Николаевич (1991—октябрь 1993 гг.)
2. Аксёнов Пётр Николаевич (октябрь 1993—2000 гг.)
3. Виноградов Валерий Юрьевич (2000—декабрь 2005 гг.)
4. Челышев Алексей Валентинович (декабрь 2005 года — 29 сентября 2010 года)
5. и. о. Челышев Алексей Валентинович (29 сентября 2010 года, формально указ подписан лишь 1 ноября[32] — 11 ноября 2010 года)
6. Челышев Алексей Валентинович (11 ноября 2010 года — 17 апреля 2012 года)[33])
7. Фуер Виктор Семёнович (17 апреля 2012 года[34] — 18 декабря 2012 года)
8. Волков Олег Александрович (с 18 декабря 2012 года[35])

## Южный административный округ
1. Толкачев Олег Михайлович (1991—1994 гг.)
2. Шанцев Валерий Павлинович (1994—1996 гг.)
3. Беляев Александр Васильевич (1996—2000 гг.)
4. Аксёнов Пётр Николаевич (2000—февраль 2002 гг.)
5. Бирюков Пётр Павлович (февраль 2002—июль 2007 гг.)
6. Буланов Юрий Константинович (июль 2007—2010 гг.)
7. Смолеевский Георгий Викторович (с 2010 года по 29 сентября 2010 года)
8. и. о. Смолеевский Георгий Викторович (с 29 сентября 2010 года, формально указ подписан лишь 1 ноября 2013[36][37])
9. и. о. Мартьянова, Лариса Александровна (c 1 по 8 ноября 2013 г.)
10. Челышев Алексей Валентинович (8 ноября 2013 — 15 января 2025 гг.)[38]
11. Панкратов Олег Александрович (с 15 января 2025 г.)

## Троицкий административный округ
1. Челышев Алексей Валентинович (17 апреля 2012 года — 8 ноября 2013 года[39])
2. Набокин Дмитрий Владимирович (с 8 ноября 2013 года[38])

## Новомосковский административный округ
1. Челышев Алексей Валентинович (17 апреля 2012 года — 8 ноября 2013 года[39])
2. Набокин Дмитрий Владимирович (с 8 ноября 2013 года[38])